# 対支一撃論
対支一撃論（たいしいちげきろん）とは、 日中戦争初期に永田鉄山、武藤章、田中新一らによって唱えられた事変拡大論で、「国民政府は日本軍による強力な一撃を加えるだけで屈服し、早期講和に持ち込める」と言うものである。

## 当時の状況
日本陸軍上層部は、関東軍が満ソ国境においてソ連軍と対峙している状況で、中国における戦線拡大を警戒したため、事変不拡大の方針を打ち出し、早期講和の道を模索し始める。
しかし、 武藤らは対支一撃論を唱え、国民政府に強硬姿勢で望み 講和を引き出すという方針を陸軍上層部に訴える。そして、事変の不拡大と拡大のどちらが良いのかのはっきりした長期戦略の無いまま、対支一撃論に従って上海を攻略し（第二次上海事変）、南京も攻略した（南京攻略戦）。
日本軍は強力な一撃を国民政府に加えることに成功したが、国民政府は屈服せず、これ以後、中国全土に事変が波及した。その後、武藤は部下の石井秋穂に後悔の念を述べている。
ただし、上海への陸軍派遣は天皇の要望を汲んで米内光政海相らが主張したことであり、実際の事変拡大は陸軍の強硬派が独断で進めたわけでなく、トラウトマン工作を否定するなど強硬派を支援する形で政府側が進めた政策である。